# Rushdy Armanios
Rushdy Armanios (arab. ‏رشدي أرمانيوس‎; ur. 8 sierpnia 1963) – egipski bokser.
Reprezentował Egipt na Letnich Igrzyskach Olimpijskich 1984 w boksie, zajął 9. miejsce w wadze lekkopółśredniej.